# Mimi Lockhart
Mimi Lockhart is een personage uit de soapserie Days of our Lives. De rol werd gespeeld door Farah Fath van 1999 tot 2007. Doren Fein speelde de rol heel even in 1999.

## Personagebeschrijving
Mimi is al sinds haar kindertijd de beste vriendin van Belle Black. Ze werd smoorverliefd op Shawn Brady, die echter meer interesse toonde in Belle. Toen het schoolbal eraan kwam maakte Mimi zich compleet belachelijk door Shawn op haar knieën mee uit te vragen. Hij ging akkoord en nam uiteindelijk ook Belle mee. Dan begon Mimi zich vreemd te gedragen en bleef ze van haar vrienden weg. Medestudent Chloe Lane besloot haar te volgen en ontdekte dat zij en haar familie dakloos geworden waren nadat haar vader ontslagen was. De tieners werkten nu samen om een Habitat for Humanity huis te bouwen voor de familie Lockhart.